# Національний парк Маново-Гоунда-Сен-Флоріс
Національний парк Маново-Гоунда-Сен-Флоріс (фр. Parc national du Manovo-Gounda St Floris) — національний парк у Центральноафриканській Республіці, розташований в префектурі Бамбінґі-Банґоран, поблизу кордону з Чадом. З 1988 року є об'єктом Всесвітньої спадщини ЮНЕСКО в зв'язку з цінністю його флори і фауни. У зоні савани живуть чорні носороги, слони, гепарди, плямисті пантери, Lycaon pictus, Gazella rufifrons, буйволи, у вологих місцевостях — безліч водоплавних птахів.
У 1933 році на частині території сучасного парку площею 13 500 га був створений національний парк Убангі-Чарі, перейменований в 1935 році в національний парк Матумара. У 1940 році він був перейменований в національний парк Сен-Флоріс, його площа на той час — 40 000 га. У 1960 році територія парку була збільшена до 100 700 га, у 1974 році — до 277 600 га. У 1979 році в результаті об'єднання парку Сен-Флоріс і колишнього мисливського резервату був створений національний парк Манова-Гоунда-Сен-Флоріс.

## Загальний опис
Парк розташований в східній частині префектури Бамбінґі-Банґоран на півночі Центральноафриканської Республіки. На півночі його межа збігається з державним кордоном з Чадом. Через парк проходить дорога Нделе-Бірао.
Абсолютна висота парку над рівнем моря варіюється від 400 до 800 м. Парк включає три основні природні зони: покриті травою долини річок Бар-Аук і Бар-Камер на півночі, перехідна рівнина з лісистої саванной і плато Чейн-де-Бонго на півдні. Плато складається в основному з пісковика і підноситься над долиною на 100—200 м. П'ять основних річок парку течуть з плато в долини Бар-Аук і Бар-Камер на півночі, Вакага — на сході, Горо, Гоунда, Кумбарі — на заході. Басейни трьох основних річок повністю знаходяться на території парку. Однак протягом сухого періоду їх русла часто пересихають і досягають тільки долин Бар-Аук і Бар-Камер.
Клімат в парку тропічний, напівсухий судано-гвінейський із середньою річною кількістю опадів від 950 до 1700 мм, що випадають в основному між червнем і листопадом з великою кількістю опадів на піднесеній місцевості. Період з грудня по травень — жаркий і сухий, з чим пов'язані часті пожежі в кінці зими. Температура в північних долинах вище, ніж на плато.

## Фауна
Фауна парку відображає перехід між Східною і Західною Африкою, сахелем і тропічними лісами. Він містить 57 видів ссавців, більш, ніж інші частини східної африканської савани. Деякі види особливо потребують захисту: чорні носороги, чисельність яких знижувалася до десяти особин; лісові слони, кількість яких становить 2-3 тисячі, плямисті пантери, гепарди, а також Lycaon pictus.
На території району Сен-Флоріс найпоширенішими ссавцями є коб, Alcelaphus buselaphus і Sylvicapra grimmia, а також менш поширені Kobus ellipsiprymnus, орібі, Damaliscus lunatus, чала антилопа, Redunca redunca, канна гігантська, буйвіл, бородавочник африканський і бегемот звичайний. Поширеними приматами є павіан бабуїн, Cercopithecus patas і Cercopithecus tantalus, а також Colobus guereza в сухих лісах. Серед інших великих ссавців можна зустріти лева, жирафу північну, золоту кішку, Cephalophus rufilatus, Cephalophus sylvicultor і трубкозуба.
Зареєстровано присутність близько 320 видів птахів, з яких 25 — хижі птахи, включаючи Terathopius ecaudatus і Cumcuma vocifer. Тут зустрічаються великі сезонні популяції марабу і пеліканів (рожевого і рожевоспинного). Вологі частини рівнин півночі важливі для водоплавних і сивкових птахів. Тут гніздиться Shoebill Balaeniceps rex. На рівнинах зустрічаються страуси, бджолоїдкі звичайні і рибалочки.